# Robert II của Scotland
Robert II (2 tháng 3, 1316 – 19 tháng 4, 1390) cai trị với vương hiệu Vua của người Scots từ 1371 cho đến khi qua đời, là vị quân vương đầu tiên của Nhà Stewart. Ông là con trai của Walter Stewart, High Steward thứ sáu của Scotland và Marjorie Bruce, con gái của Robert the Bruce với người vợ đầu tiên của Bruce là Isabella xứ Mar.
Edward Bruce, em trai của Robert the Bruce, được tấn phong thái đệ kế thừa ngôi vua nhưng ông ta chết mà không có con cái ngày 3 tháng 12 năm 1318 tại trận Dundalk thuộc Ireland. Marjorie qua đời trước đó ít lâu vì tai nạn xe ngựa – có thể là vào năm 1317. Nghị viện chọn người con trai trưởng của bà, Robert Stewart, làm người thừa kế, nhưng dự luật bị phá vỡ bởi vào ngày 5 tháng 3 năm 1324 cùng sự chào đời của một hoàng tử, David, con vua Robert với người vợ thứ hai, Elizabeth de Burgh. Robert Stewart kế thừa tước vị High Steward của Scotland sau cái chết của phụ thân ngày 9 tháng 4 năm 1326, và Nghị viện họp vào tháng 7 năm 1326 quyết định rằng cậu bé Steward là người kế vị nếu hoàng tử David chết mà không có người thừa kế. Năm 1329, Vua Robert I băng hà và cậu bé David sáu tuổi kế vị ngai vàng cùng Sir Thomas Randolph, Bá tước Moray được bổ nhiệm làm Hộ quốc công của Scotland.
Edward Balliol, con của Vua John Balliol, nhận được sự ủng hộ từ các quý tộc Anh và Scotland có thù oán với Robert I, đã xâm lăng Scotland và đánh bại quân đội nhà Bruce một trận lớn ngày 11 tháng 8 năm 1332 tại Dupplin Moor và Halidon Hill ngày 19 tháng 7 năm 1333. Robert bại trận ở Halidon, nơi mà chú và cũng là người giám hộ cũ của ông, Sir James Stewart, bị giết hại. Sau trận này, đất đai của Robert ở miền tây bị Balliol giao cho cận thần ủng hộ mình là David Strathbogie, với tước vị Bá tước Atholl. Robert lánh nạn ở trong pháo đài của Lâu đài Dumbarton ở cửa sông Clyde và hợp quân với chú của ông, Vua David. Tháng 5 năm 1334 David bỏ trốn sang Pháp, để lại Robert và John Randolph, Bá tước Moray thứ 3 làm Hộ quốc công bảo vệ đất nước. Robert đã thành công khi chiếm lại những lãnh địa cũ sau khi Randolph bị quân Anh bắt vào tháng 7 năm 1335, nhưng lại một lần nữa ông bị tấn công bởi quân của Balliol và Vua Edward III của Anh. Điều này dẫn tới việc Robert xưng thần với Balliol và quốc vương Anh và có thể giải thích vì sao ông lại được phong làm Hộ quốc công vào tháng 9 năm 1335. Chức Hộ quốc được chuyển giao cho Sir Andrew Murray xứ Bothwell nhưng sau khi ông ta chết vào năm 1338 Robert một lần nữa trở lại nắm quyền cho đến khi Vua David trở về từ nước Pháp vào tháng 6 năm 1341. Robert hộ tống David trong trận chiến ở Neville's Cross ngày 17 tháng 10 năm 1346 nhưng ông và Patrick Dunbar, Bá tước xứ March trốn thoát trong khi David bị bắt làm tù binh. Tháng 10 năm 1357, nhà vua được phóng thích sau hơn 10 năm bị giam cầm khi Nghị viện đồng ý trả 100,000 marks tiền chuộc.
Robert kết hôn với Elizabeth Mure khoảng năm 1348, sinh được 4 trai 2 gái. Cuộc hôn nhân tiếp theo của ông với Euphemia de Ross năm 1355 có 2 trai 2 gái và do đó gây ra tranh chấp quyền kế vị sau này. Robert tham gia vào cuộc nổi dậy chống lại David năm 1363 nhưng lại thần phục khi biết điều này sẽ đe dọa đến quyền kế thừa ngôi vua của mình. Năm 1364, David đưa ra đề xuất lên quốc hội theo đó sẽ hủy bỏ hoàn toàn số tiền chuộc còn thiếu vua Anh nếu một thành viên gia tộc Plantagenet trở thành người thừa kế ngai vàng Scotland nếu nhà vua chết không con cái. Đề xuất bị hủy bỏ và Robert kế thừa ngôi vua ở tuổi 55 sau cái chết đột ngột của David năm 1371. Người Anh vẫn kiểm soát một vùng đất rộng lớn ở Lothians và vùng biên giới nên Vua Robert cho phép các bá tước miền nam có thể tự do hành động để chống lại quân Anh giành lại lãnh thổ của mình, ông ngừng giao thương với Anh và chuẩn bị kí hiệp ước với Pháp. Trước năm 1384, người the Scots đã giành lại hầu hết đất đai bị mất, nhưng sau khi cuộc đàm phán Anh - Pháp diễn ra, Robert không muốn đẩy Scotland và cuộc chiến tranh nữa và có ý định đàm phán về một hiệp ước hòa bình. Chính sách hòa bình của Robert trở thành một trong những nguyên nhân dẫn tới cuộc đảo chính năm 1384 khiến ông bị mất quyền lực, đầu tiên là vào tay con trai trưởng của ông, John, Bá tước Carrick, về sau là Vua Robert III, và đến năm 1388 rơi vào tay em trai của John, Robert, Bá tước xứ Fife, về sau là Quận công Albany thứ 1. Robert II qua đời tại Lâu đài Dundonald năm 1390 và được an táng tại Scone Abbey.

## Người thừa kế
Robert Stewart, chào đời năm 1316, là con duy nhất của Walter Stewart, High Steward của Scotland và con gái Vua Robert I là Marjorie Bruce, bà mất có thể là vào năm 1317 do tai nạn xe ngựa. Ông được nuôi dạy bởi một quý tộc Gaelic ở lãnh địa của nhà Stewart thuộc Bute, Clydeside, và ở Renfrew. Năm 1315 Nghị viện đã tước quyền kế vị của Marjorie và trao nó cho em trai nhà vua, Edward Bruce. Edward bị giết tại Trận Faughart, gần Dundalk ngày 14 tháng 10 năm 1318, buộc Nghị viện phải vội vàng quyết định để đến tháng 10 thì công bố dự luật quy định con trai của Marjorie, Robert, là người thừa kế nếu như nhà vua chết mà không có con nối. Sự chào đời của hoàng tử David, vào ngày 5 tháng 3 năm 1324 đã phế đi quyền kế vị của Robert Stewart, nhưng Nghị viện họp một lần nữa tại Cambuskenneth vào tháng 7 năm 1326 khôi phục quyền kế vị cho ông trong trường hợp David chết mà không có người thừa kế. Quyền thừa kế này được đánh đổi bằng các lãnh địa ở Argyll, Roxburghshire và Lothians.

## High Steward của Scotland

### Chiến tranh giành độc lập

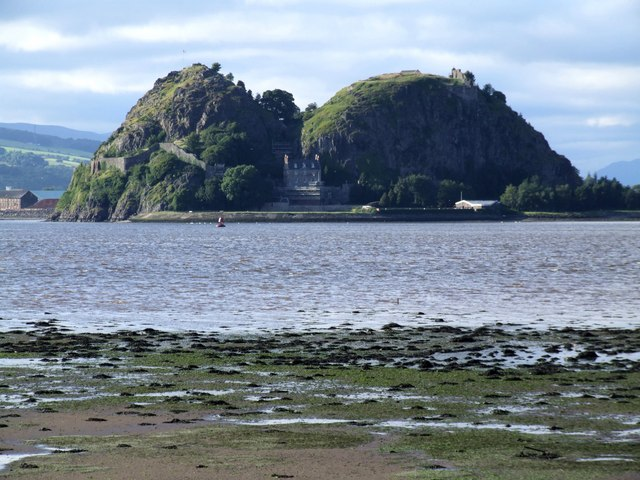
Lâu đài Dumbarton Castle thuộc Dumbarton Rock nơi Robert Stewart và Vua David ẩn náu vào năm 1333.

Chiến tranh giành độc lập thứ nhất bắt đầu dưới thời Vua John Balliol. Triều đại ngắn ngủi của ông ta bị bao phủ bởi quyền chúa tể mà Edward I nước Anh áp đặt lên Scotland. Các lãnh chúa Scotland đi đến quyết định rằng chỉ có chiến tranh mới có thể thoát khỏi sự khống chế của nhà vua Anh đối với vương quyền của nhà Balliol và họ đi đến một hiệp ước với Pháp quốc vào tháng 10 năm 1295. Người Scots tiến quân vào nước Anh vào tháng 3 năm 1296 - hành động này cùng với hiệp ước kí với Pháp đã khiến vua Anh tức giận và tiến hành xâm lược Scotland, bắt đầu từ Berwick ngày 30 tháng 3, sau đó quân Anh đánh bại quân Scotland ở trận Dunbar ngày 27 tháng 4. John Balliol đầu hàng Edward và bị truất ngôi trước khi trở thành tù nhân trong tòa tháp London. Mặc dù vậy, những cuộc nổi dậy do William Wallace và Andrew Moray lãnh đạo vẫn dùng danh nghĩa của Vua John Balliol. Sau khi họ bị giết hại, Robert the Bruce tiếp tục kháng chiến chống Anh và cuối cùng đã đánh bại quân đội của Edward II của Anh rồi tự mình tuyên bố chủ quyền đối với ngai vàng Scotland.
David Bruce, khi đó 5 tuổi, lên ngôi vua ngày 7 tháng 6 năm 1329 sau cái chết của phụ thân Robert. Walter Steward chết trước đó vào ngày 9 tháng 4 năm 1327, và cậu bé mồ côi 11 tuổi Robert lên thay và được sự bảo hộ của người chú, Sir James Stewart xứ Durrisdeer, ông này cùng với Thomas Randolph, Bá tước Moray, và William Lindsey, Tổng Giám mục St Andrews được bổ nhiệm làm Hộ quốc công của vương quốc. Việc David lên ngôi dẫn đến chiến tranh giành độc lập lần thứ 2 đe dọa đến vị trí thừa kế của Robert. Năm 1332, Edward Balliol, con trai của John Balliol, đem quân tuyên chiến với vương quyền của nhà Bruce với sự hỗ trợ ngầm từ Vua Edward III của Anh và những 'người bị tước sản nghiệp'. Quân của Edward Balliol đánh bại quân đội ủng hộ Bruce hai trận lớn ở Dupplin Moor ngày 11 tháng 8 năm 1332 và Halidon Hill ngày 19 tháng 7 năm 1333, chàng trai Robert 17 tuổi đã tham gia vào hai trận chiến này. Đất đai của Robert bị Balliol chiếm lấy và trao cho David Strathbogie, tước hiệu bá tước Atholl, nhưng Robert trốn thoát và lui về cố thủ trong Lâu đài Dumbarton cũng là nơi Vua David đang trú ẩn. Rất ít các pháo đài của quân Scotland còn giữ được sau mùa đông năm 1333 — chỉ còn các lâu đài Kildrummy (trấn giữ là Christian Bruce, chị của Robert I và là vợ của Andrew Murray xứ Bothwell), Loch Leven, Loch Doon, và Urquhart vẫn còn chống cự với lực lượng của Balliol.

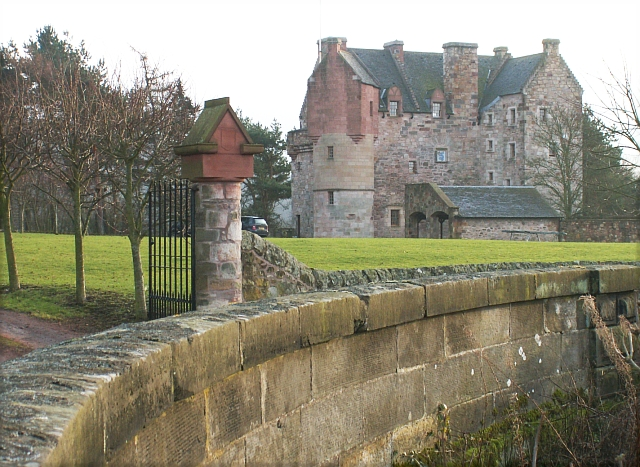
Lâu đài Dairsie nơi mà Nghị viện được triệu tập năm 1335.

Tháng 5 năm 1334, tình hình trở nên tồi tệ đối với nhà Bruce và David II phải lánh nạn sang Pháp. Robert bắt đầu giành lại một số đất đai ở miền tây Scotland. Strathbogie quay sang ủng hộ nhà Bruce sau những bất đồng với những người 'bị tước sản nghiệp' nhưng sự mâu thuẫn gay gắt giữa ông ta với Randolph dẫn đến việc Quốc hội họp tại Lâu đài Dairsie đầu năm 1335. Tại đó Strathbogie nhận được sự ủng hô từ phía Robert. Strathbogie một lần nữa đổi phe và xưng thần với nhà vua Anh vào tháng 8 nên được phong làm Người bảo hộ của Scotland. Dường như Strathbogie cũng thuyết phục Robert xưng thần với Edward và Balliol—Sir Thomas Gray, trong tác phẩm Scalacronica của mình ghi nhận rằng ông đã thực sự hành động như vậy - điều này có thể giải thích vì sao ông được phong chức Hộ quốc công vào thời điểm đó. Cuộc kháng chiến của phe Bruce chống lại Balliol dường như thất bại vào năm 1335 nhưng cục diện đã xoay chuyển với sự xuất hiện của Sir Andrew Murray xứ Bothwell trong Trận Culblean. Murray bị bắt năm 1332, tự chuộc thân năm 1334, và ngay lập tức dẫn quân về phía bắc bao vây Lâu đài Dundarg thuộc Buchan đang nằm dưới sự kiểm soát của Sir Henry de Beaumont, và lâu đài thất thủ ngày 23 tháng 12 năm 1334. Murray được bổ nhiệm làm Hộ quốc công tại Dunfermline suốt giai đoạn 1335 - 1336 trong lúc đang bao vây Lâu đài Cupar ở Fife. Ông qua đời trong tòa lâu đài Avoch năm 1338 và Robert lại nắm quyền Hộ quốc. Chiến dịch của Murray đặt dấu chấm hết cho mọi hi vọng kiểm soát hoàn toàn miền Nam Scotland của Edward III và thất bại của Edward trong cuộc vây hãm Dunbar Castle kéo dài 6 tháng đã chứng minh điều này. Balliol mất đi rất nhiều người ủng hộ khi họ ngả sang phe Bruce và lực lượng quân Anh gặp thất bại trước quân Scots—Cupar vào mùa xuân và mùa hạ năm 1339, Perth được giành lại bởi Robert cũng trong năm 1339 và Edinburgh được William, Bá tước Douglas chiếm được vào tháng 4 năm 1341.
John Randolph, được người Anh phóng thích sau cuộc trao đổi tù nhân năm 1341, đến yết kiến David II ở Normandy trước khi trở về Scotland. Và Randolph trở thành cận thần của nhà vua, David II không tin Robert Stewart vì ông nắm quá nhiều quyền lực với danh nghĩa người thừa kế và Hộ quốc công của Scotland. Đầu tháng 6 năm 1341, vương quốc đã đủ ổn định cho phép nhà vua có thể trở về trong khi các quý tộc nhà Bruce đã cải thiện đáng kể quyền lực của họ. Ngày 17 tháng 10 năm 1346, Robert hộ tống David tham chiến tại Neville's Cross, nơi các quý tộc Scotland bao gồm cả Randolph, tử trận—David II bị thương và bị bắt làm tù binh trong khi Robert và Patrick, Bá tước March trốn thoát khỏi chiến trường.

### Vua David bị bắt
Các vị vua của Pháp và Scotland, các giám mục William xứ St. Andrews, William xứ Glasgow, William xứ Aberdeen, Richard xứ Dunkeld, Martin xứ Argyle, Adam xứ Brechin, và Maurice xứ Dunblane. Ý nghĩa là mặc dù Elizabeth Mor và Isabella Boutellier, các trinh nữ quý tộc của giáo khu Glasgow, có quan hệ cùng huyết thống ba đời bốn đời, Robert Steward của Scotland, Huân tước Stragrifis, thuộc giáo khu Glasgow, cháu của nhà vua, và sau đó trong sự thiếu hiểu biết của họ, Elizabeth, có quan hệ họ hàng bốn đời với Robert, họ đã sống với nhau một thời gian một khoảng thời gian và có nhiều con cháu cả trai lẫn gái; những vị vua và các giám mục nói trên vì thế cầu giáo hoàng hãy vì quyền lợi của những đứa trẻ, những người đáng lẽ phải được nhìn nhận (aspectibus gratiose), xin hãy cấp quyền miễn trừ cho Robert và Elizabeth được phép kết hôn, và tuyên bố con cái của họ là họp pháp.
Được cấp bởi các giám mục, tùy theo quyết định của mình, một hay nhiều Chapelry có thể được lập ra bởi Robert. 
Với việc nhà vua bị giam cầm ở Anh và Randolph chết, quyền Bảo hộ một lần nữa rơi vào tay Robert. Năm 1347 ông có một bước tiến quan trọng khi chính thức hợp thức óa bốn đứa con trai, John, Bá tước Carrick (tương lai là vua Robert III), Walter, Huân tước Fife (mất 1362), Robert (tương lai là Quận công xứ Albany) và Alexander, Huân tước Badenoch (tương lai là Bá tước Buchan), và sáu con gái bằng việc thỉnh cầu Giáo hoàng Clement VI cho phép ông kết hôn cận huyết với Elizabeth Mure.

Mặc dù là tù binh của người Anh, David vẫn giữ được ảnh hưởng tại Scotland và Robert bị Nghị viện tước bỏ cương vị Hộ quốc công, thay vào đó là các bá tước xứ Mar và Ross và Huân tước Douglas — nhưng không được bao lâu Robert một lần nữa được Nghị viện bổ nhiệm vào chức Hộ quốc vào tháng 2 năm 1352. David bị đưa đến Nghị viện để nói với Robert và các thành viên Three Estates điều kiện để cứu thoát cho nhà vua. Không đòi hỏi tiền chuộc, nhưng người Anh đòi người Scotland phải lập hoàng tử Anh là John xứ Gaunt làm người kế vị. Hội đồng bác bỏ yêu cầu trên, vì Robert phản đối bất kì dự định nào đe dọa đến quyền kế vị của ông. Nhà vua không còn lựa chọn nào khác ngoài việc tiếp tục trở về làm tù binh — sử gia Anh Henry Knighton viết về sự kiện này như sau: 
... Người Scots từ chối công nhận vua của họ trừ phi ông ta hoàn toàn từ bỏ mọi ảnh hưởng của nước Anh, và cũng tương tự từ chối xưng thần. Và họ cảnh báo ông ta rằng họ sẽ chẳng những không chuộc ông ta mà còn không cho phép ông ta được chuộc trừ phi ông ta tha thứ cho mọi hành vi của họ, những điều hại mà họ đã gây ra, và tất cả các tội lỗi của họ trong suốt thời gian [vua] bị giam cầm, và ông ta phải đảm bảo an toàn cho họ, hoặc nếu không họ đe dọa sẽ chọn một vị vua khác để lãnh đạo họ.
Trước 1354 cuộc đàm phán nhằm bàn đến việc giải thoát cho nhà vua lên đến đỉnh điểm, với yêu sách tiền chuộc là 90,000 marks sẽ được trả dần trong 9 năm, đảm bảo bằng việc 20 quý tộc làm con tin, được phía Scotland đồng ý —tuy nhiên thỏa thuận này bị phá hủy bởi Robert khi ông lấy danh nghĩa người Scotland kí với Pháp một bản hiệp ước chống Anh năm 1355. Vụ bắt giữ Berwick cùng với sự hiện diện của người Pháp trên đất Anh khiến Edward III quyết định dùng quân trấn áp người Scots — vào tháng 1 năm 1356 Edward dẫn quân tiến về phía đông-nam Scotland và chiếm giữ Edinburgh và Haddington cùng phần lớn Lothians trong chiến dịch được gọi là 'Burnt Candlemas'. Sau chiến thắng của Edward trước quân Pháp vào tháng 9, người Scotland tiếp tục đàm phán về việc giải thoát cho David và quyết định cuối cùng được đưa ra vào tháng 10 năm 1357 với Hiệp ước Berwick. Theo điều khoản đó để đổi lại sự tự do cho David, tiền chuộc là 100,000 marks sẽ được chi trả định kì trong thời gian 10 năm nhưng chỉ có 2 năm đầu tiền chuộc được trả đầy đủ và phần còn lại không bao giờ được trả cho đến 1366. Việc phía Scotland không tuân hành hiệp ước Berwick khiến Edward có lý do để đưa ra yêu sách về người thừa kế ngôi vua Scotland là người của Plantagenet — điều này bị Hội đồng quốc gia Scotland và có thể là bản thân Robert bác bỏ. Điều này có thể là nguyên nhân dẫn tới một cuộc nổi loạn ngắn vào năm 1363 được lãnh đạo bởi Robert và các bá tước xứ Douglas và March. Sự viện trợ của người Pháp sau đó không đủ khiến cho David quay sang phe của họ và Scotland duy trì nền hòa bình tương đối với Anh cho đến khi nhà vua bất ngờ băng hà vào ngày 21 tháng 2, 1371.

## Vua của người Scots

### Củng cố nền thống trị của bản thân và nhà Stewart

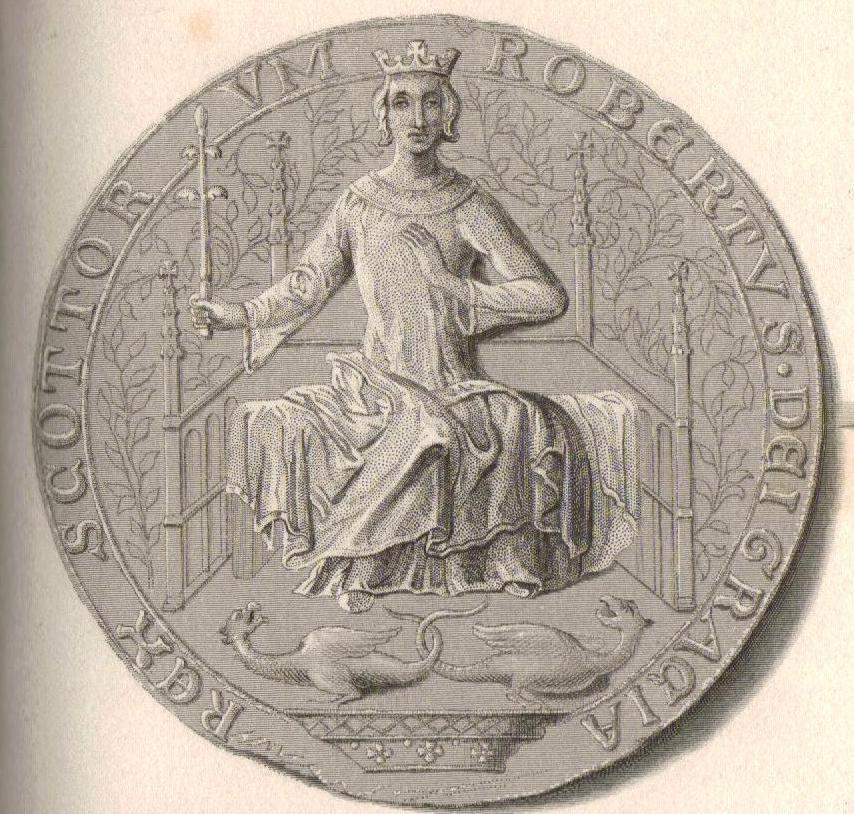
Robert II depicted on his great seal

David được an táng tại Tu viện Holyrood và gần như ngay sau đó cuộc nổi dậy của William, Bá tước Douglas đã làm trì hoãn lễ đang quang của Robert II cho đến ngày 26 tháng 3 năm 1371. Nguyên do của sự kiện này vẫn chưa rõ ràng nhưng có thể là liên quan đến quyền kế vị của Robert, hoặc nhằm để chống lại George Dunbar, Bá tước xứ March và Quan Chánh án miền Nam, Robert Erskine. Tình hình được được giải quyết khi Robert gả con gái Isabella cho con trai của Douglas, James và cho Douglas thay thế Erskine làm Quan Chánh án phía nam xứ Forth. Việc Robert lên ngôi cũng ảnh hưởng đến nhiều quan trọng thần dưới triều David II. Nổi bật là, em trai của George Dunbar là John Dunbar, Huân tước Fife bị mất phong hiệu ở Fife và con trai của Sir Robert Erskine, Sir Thomas Erskine mất quyền kiểm soát Lâu đài Edinburgh.
Nhà Stewart cải thiện đáng kể quyền lực của mình ở phía tây, ở Atholl, và ở miền viễn bắc: các lãnh địa bá tước xứ Fife và Menteith được trao cho con trai thứ hai còn sống sót của Robert II cũng có tên là Robert, các lãnh địa bá tước Buchan và Ross (cùng với quyền quản trị Badenoch) trao cho hoàng tử thứ tư Alexander và các lãnh địa bá tước Strathearn và Caithness trao cho con trai trưởng từ cuộc hôn nhân thứ hai, David. Các con rể của Vua Robert là John MacDonald, Huân tước Isles, John Dunbar, Bá tước Moray và James, sau trở thành Bá tước Douglas đời thứ hai. Các con trai của Robert là John, Bá tước Carrick, Hoàng thái tử, và Robert, Bá tước xứ Fife, trở thành chủ nhân của các tòa lâu đài ở Edinburgh và Stirling, trong khi Alexander, Huân tước Badenoch và Ross, sau là Bá tước Buchan, trở thành quan chánh án của nhà vua và phó vương ở miền bắc vương quốc. Việc gia đình Stewar gây dựng quyền lực dường như không gây ra nhiều sự oán giận trong giới quý tộc — nhà vua thường không đe dọa đến lãnh thổ và quyền cát cứ địa phương của họ trong khi các danh hiệu được trao cho các hoàng tử thì những người bị ảnh hưởng cũng được đền bù tương xứng. Chính sách này của nhà vua khác hẳn với người tiền nhiệm — David cố gắng duy trì quyền lực cao quý của chính mình trong khi Robert chia sẻ quyền lực cho các con trai và các bá tước và điều này được thực hiện trong suốt thập niên đầu ông trị vì. Robert II có ảnh hưởng đến 8/15 lãnh địa bá tước do các con trai ông cai quản hoặc qua quan hệ thông gia với lãnh chúa các xứ ấy.

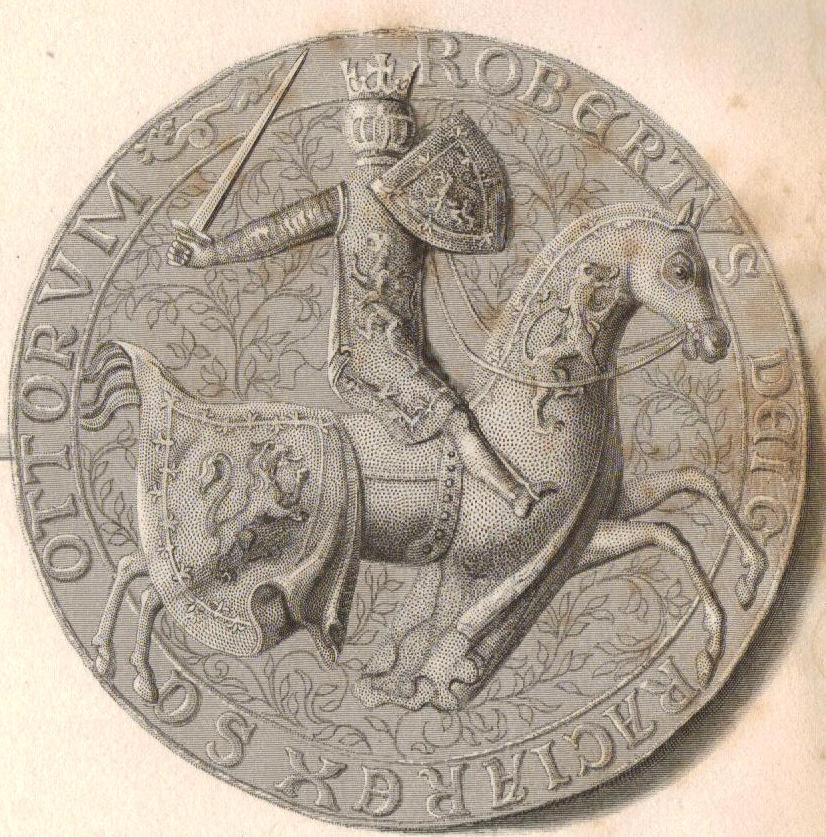
Robert the warrior and knight: the reverse side of Robert II's Great Seal, enhanced as a 19th-century steel engraving

Năm 1373, Robert đảm bảo cho tương lai của vương triều Stewart khi buộc Nghị viện thông qua các điều khoản liên quan đến quyền kế vị. Vào thời điểm này, không một ai trong số các con của ông có người kế vị hợp pháp vì thế điều cần thiết bấy giờ là thiết lập một chế độ kế vị ổn định trong trường hợp một trong những người con của ông bước lên ngai vàng — điều được ưu tiên hơn cả vẫn là quyền thế tập. Trước năm 1375, nhà vua bổ nhiệm John Barbour viết bài thơ, The Brus, một tác phẩm lịch sử nhằm củng cố hình ảnh dòng họ Stewarts là những người kế thừa hợp pháp của Robert I. Tác phẩm mô tả những hành động yêu nước và ủng hộ nhà Bruce của Sir James, the Black Douglas và Walter the Steward, phụ thân của nhà vua. Nền cai trị của Robert II trong suốt thập niên 1370 chứng tỏ tình hình đất nước đã ổn định và kinh tế được phục hồi đáng kể một phần do ngành thương nghiệp phát triển, chi phí cho các hoạt động chiến tranh được tiết giảm và việc cống nạp tiền chuộc vua tiền nhiệm bị cắt đứt sau cái chết của Edward III của Anh. Robert II — không như David II có được vương quyền phần lớn từ Lothian và do đó cai trị chủ yếu dựa vào thế lực vùng Lowlands — không tập trung dựa vào một vùng đất nào trong vương quốc nhưng ông thường xuyên có những chuyến tuần du ở miền tây và miền bắc với các lãnh chúa Gaelic.
Robert II cai trị đất nước vẫn đang tranh chấp chủ quyền ở vùng biên giới với phía Anh và người Scots đã phải xưng thần với vua của Anh — những tòa lâu đài quan trọng như Berwick, Jedburgh, Lochmaben và Roxburgh vẫn có quân Anh đồn trú và người Anh kiểm soát phía nam nam Berwickshire, Teviotdale và những vùng đất rộng lớn ở Annandale và Tweeddale. Tháng 6 năm 1371, Robert chấp thuận một bản hiệp ước phòng thủ chung với nước Pháp, và mặc dù không có xung đột đáng kể nào xảy ra trong năm 1372, hỏa tiễn của người Anh bước vào tư thế sẵn sàng chiến đấu và các tòa lâu đài ở phía nam biên giới được đặt trong tình trạng cảnh giác cao. Các cuộc tấn công vào đất Anh, với sự hậu thuẫn từ Robert, bắt đầu từ năm 1373 và quyết liệt nhất trong giai đoạn 1375 - 1377. Điều này chỉ ra rằng những quyết định quân sự này có lẽ được bắt nguồn từ xung đột nhỏ lẻ của các lãnh chúa vùng biên giới hai nước. Năm 1376, Bá tước xứ March thu hồi lại Annandale, nhưng sau đó chính ông ta bị rơi vào tình huống nan giải bởi hiệp định đình chiến ở Bruges giữa Anh và Pháp.

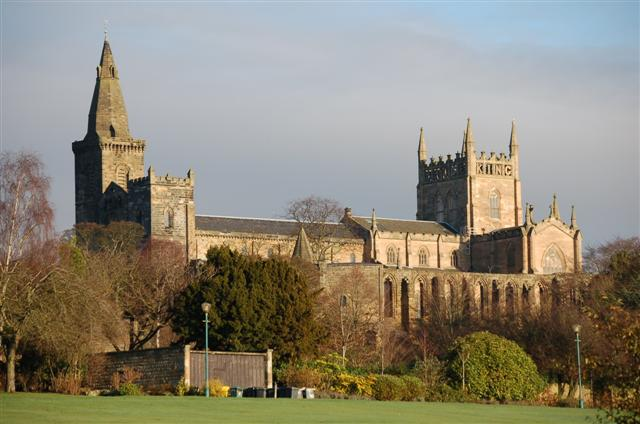
Tu viện Dunfermline tức Coldingham Priory

Trong những cuộc đàm phán với Edward III, Robert đổ lỗi cho các tướng lĩnh biên giới tự tiện tấn công vào đất Anh, nhưng bất kể điều đó, người Scots không mất đi những vùng đất họ vừa chiếm được, chúng được chia cho các lãnh chúa, để đảm bảo sự đoàn kết của họ để chống lại việc quân Anh phản công. Mặc dù Robert tiếp tục biện bạch hành vi gây xung đột là do các tướng lĩnh, tất cả bằng chứng đều cho thấy Robert tán thành với những chiến dịch quân sự của Scotland sau cái chết của Edward III năm 1377.. Đầu tháng 2 người Scots dường như chưa biết được hiệp định hòa bình Anh - Pháp kí vào ngày 26 tháng 1 năm 1384 trong đó có điều khoản nói người Scots cũng phải ngừng chiến. Họ tấn công tổng lực vào lãnh thổ Anh và giành lại Lâu đài Lochmaben và Teviotdale. John xứ Gaunt lãnh đạo quân Anh tiến hành phản kích, quân của ông này tiến đến tận Edinburgh, nơi quân Anh bị người dân ở đây đẩy lui, nhưng đã tàn phá Haddington. Carrick và James, Bá tước xứ Douglas (phụ thân của James là William vừa hoăng thệ vào tháng 4), muốn tiến hành tấn công trả đũa hành động của Gaunt. Robert có vẻ như cho rằng người Pháp đã thất tín về một hiệp định hỗ trợ đã kí trước đó vào năm 1383 và do đó quyết định đình chiến với Anh, và bất kì hành động quân sự nào cũng bị cấm trước cuộc đàm phán sắp tới tại Boulogne. Ngày 2 tháng 6 năm 1384, Robert cử Walter Wardlaw, Giám mục Glasgow đi đến hội nghị hòa binh Anh-Pháp, nhưng Carrick phớt lờ điều này và cho quân tấn công vào miền Bắc nước Anh. Dù như thế, trước ngày 26 tháng 7, người Scots vẫn là một phía của thỏa thuận ngừng bắn hết hiệu lực vào tháng 10. Robert triệu tập Hội đồng vào tháng 9, có lẽ để tìm cách xoay xở khi hiệp định đình chiến kết thúc, và quyết định cuộc chiến tranh sau đó sẽ được tiến hành như thế nào.

### Mất quyền lực và qua đời

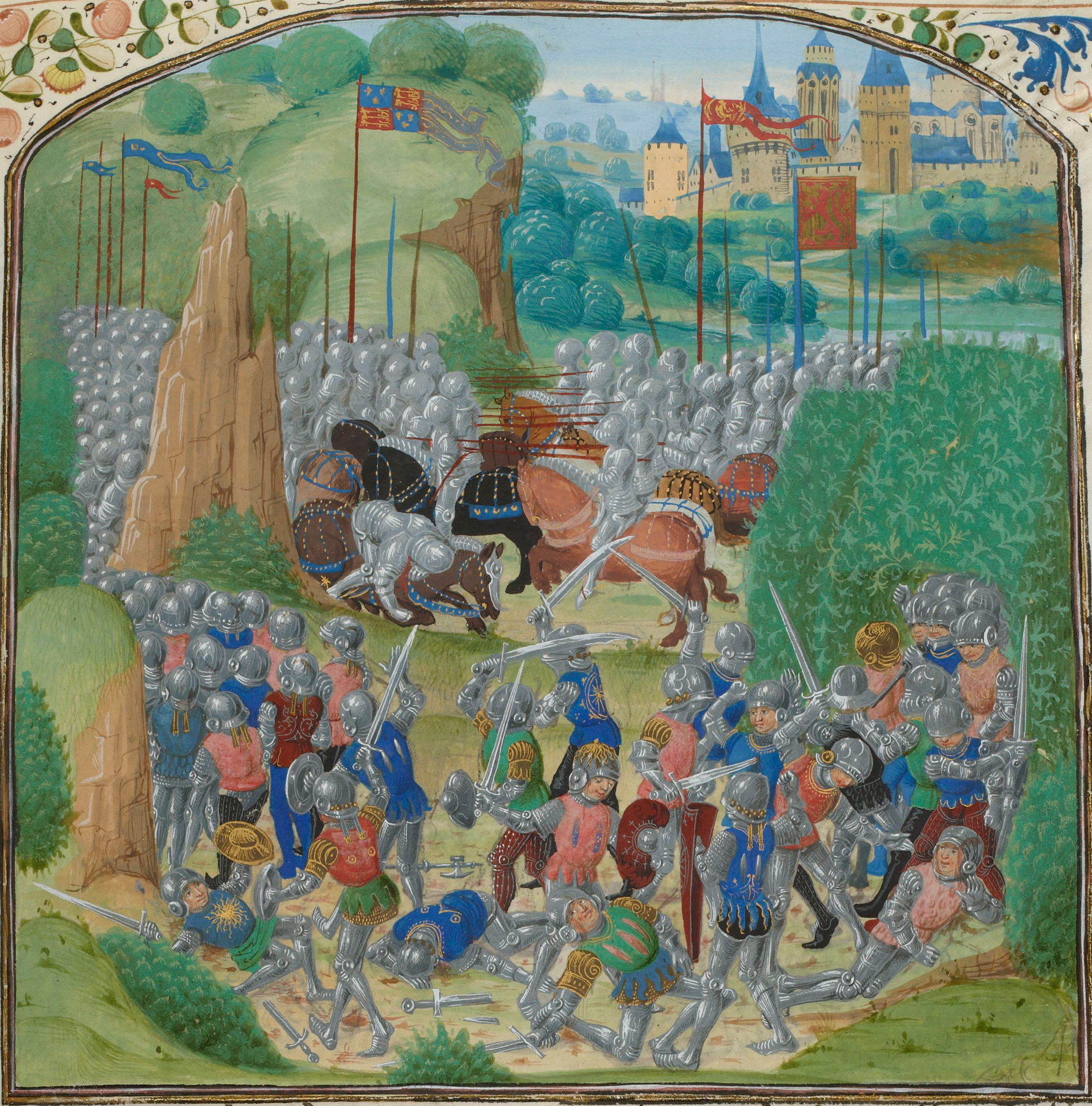
Một tấm thảm thời Trung Cổ miêu tả trận chiến Otterburn nơi đồng minh thân cận của Carrick, James, Bá tước Douglas bị giết hại

Con trai Vua Robert, John, Bá tước Carrick, trở thành người đứng đầu nhà Stewart ở phía nam xứ Forth trong khi Alexander, Bá tước Buchan nắm giữ phía bắc. Những hành vi và chính sách của Alexander bị sự thúc ép của lính đánh thuê Gaelic, gặp phải sự chỉ trích từ các lãnh chúa và giám mục ở phía bắc và người em khác mẹ của ông ta David, Bá tước Strathearn. Những bất bình này làm lung lay vị trí của nhà vua trong Hội đồng, dẫn tới sự chỉ trích rằng ông bất lực không thể kiềm chế được những hành động của Buchan. Những bất đồng giữa Robert và con trai Carrick trong việc chiến tranh cùng với việc ông tiếp tục thất bại trong việc kiềm chế Buchan ở phía bắc dẫn tới cuộc đảo chính tháng 11 năm 1384 khi Hội đồng tước bỏ quyền lực của nhà vua và bổ nhiệm Carrick làm Người Giám hộ của Vương quốc. Với việc Robert rời khỏi chính trường, cuộc chiến được tiến hành mà không có trở ngại gì. Tháng 6 năm 1385, trong chiến dịch có sự tham gia của Bá tước Douglas và hai con trai của Robert, John, Bá tước Carrick và Robert, Bá tước xứ Fife, quân Scotland đối đầu với lực lượng Pháp gồm 1200 người. Cuộc giao tranh không có bước tiến gì đáng kể thì cuộc tranh cãi giữa các tướng lĩnh Pháp và Scotland dẫn đến việc từ bỏ tấn công vào tòa lâu đài trọng yếu ở Roxburgh.

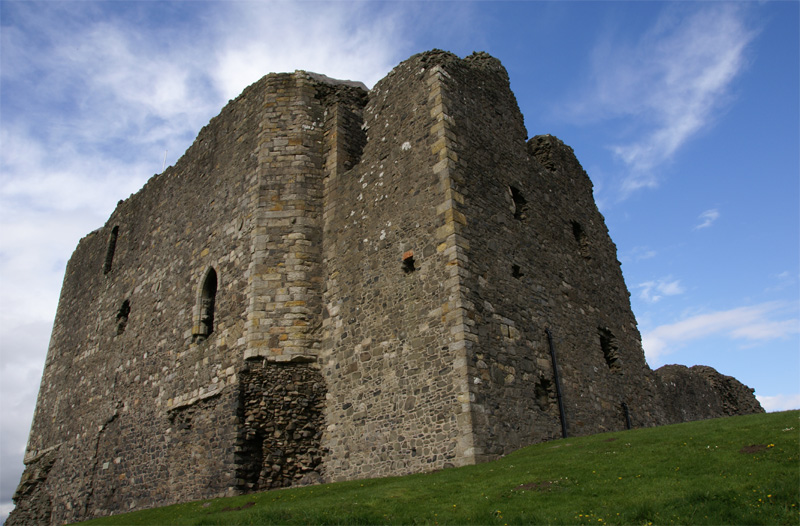
Lâu đài Dundonald, nơi Robert II băng hà năm 1390/

Chiến bại của người Scotland trước quân Anh tại Trận Otterburn ở Northumberland vào tháng 8 năm 1388 khiến Carrick bị đá văng khỏi chính quyền. Một trong số các tướng Scotland tử thương là James, Bá tước xứ Douglas, đồng minh thân cận của Carrick. Douglas chết mà không có người thừa kế, dẫn đến tranh chấp về quyền thừa hưởng lãnh địa — Carrick hủng hộ Malcolm Drummond, anh rể của Douglas, trong khi phía Fife ủng hộ Sir Archibald Douglas, Huân tước Galloway người có quyền thừa hưởng di sản của Douglas. Fife, cùng với những đồng minh Douglas, và những người ủng hộ nhà vua tiến hành biểu quyết vào tháng 12 khi Quốc hội được triệu tập và chức Giám quốc được chuyển giao từ Carrick (người mới bị thương sau tai nạn té ngựa) cho Fife. Nhiều người cũng tán thành cách giải quyết của Fife đối với tình hình vô pháp luật ở miền bắc, đặc biệt là những hành động của em trai ông ta, Buchan. Fife cách chức phó vương miền bắc và chánh án phía bắc xứ Forth của Buchan. Cương vị này sau đó được trao cho con trai của Fife, Murdoch Stewart. Robert II tuần du miền đông-bắc vương quốc cuối tháng 1 năm 1390, có lẽ nhằm trấn an nền chính trị ở miền bắc sau khi Buchan phải rời khỏi chính quyền. Tháng 3, Robert trở về Lâu đài Dundonald ở Ayrshire và ông qua đời tại đó ngày 19 tháng 4. Ông được an táng tại Scone ngày 25 tháng 4.

## Hậu thế nhìn nhận
Triều đại của Robert II được thẩm định lại từ công trình nghiên cứu của các sử gia Gordon Donaldson (1967) và Ranald Nicholson (1974). Donaldson thừa nhận sự khiếm khuyết về tư liệu (vào thời điểm ông nghiên cứu) về thời đại của Robert và chấp nhận rằng các sử gia gần thời Robert không tìm thấy nhiều điều để chỉ trích ông. Sự nghiệp của Robert trước và sau khi lên ngôi được Donaldson mô tả là "kém, tầm thường, và thời đại của ông cũng không có điều gì giúp nó xán lạn hơn."  Donaldson đi xa hơn khi nói tới cuộc tranh luận về tính hợp pháp của cuộc hôn nhân giữa Robert với Elizabeth Mure với phép miễn trừ của giáo hoàng, nhưng thừa nhận rằng đạo luật Kế vị năm 1371 và 1372, không thể chấm dứt sự xung đột giữa con cháu của Elizabeth Mure và của Euphemia Ross. Khi Robert tham chiến tại Halidon và Neville's Cross, theo như Donaldson, đã khiến cho ông trở nên cảnh giác với những cuộc chiến đấu với phía Anh và những hành động của các lãnh chúa đều bị ông che đậy. Tương tự như vậy, Nicholson mô tả thời đại của Robert là thiếu khả năng điều hành mà dẫn tới xung đột. Nicholson khẳng định Bá tước Douglas đã bị mua chuộc sau cuộc khởi nghĩa của ông ta trước ngày đăng cơ của Robert, và liên tưởng điều đó với mối nghi ngờ về tính hợp pháp của các con trai Robert với Elizabeth Mure.
Ngược lại, các sử gia như Stephen Boardman (2007), Alexander Grant (1984 & 1992) và Michael Lynch (1992) nhìn nhận triều đại Robert II theo hướng nhẹ nhàng hơn. Các sử gia hiện đại thừa nhận vương quốc đã trở nên giàu mạnh và ổn định đặc biệt là trong mười năm đầu triều đại của ông. Boardman giải thích rằng Robert II đã bị nhiều phía xuyên tạc. Khi ông còn là High Steward — các cận thần của David II đã phỉ báng báng ông trong suốt thời kì ông làm phó vương và mô tả ông như một "nhà lãnh đạo chuyên chế" — mà khi ông đã là vua, những người ủng hộ con trai ông là John, Bá tước Carrick nói Robert là một vị vua thiếu tài năng và nghị lực, lại có gánh nặng tuổi tác thì không thích hợp để nắm quyền. Sự thân cận của Robert II với người Gaelic Scotland cũng bị chỉ trích. Ông trưởng thành ở miền đất phía tây và chịu ảnh hưởng từ ngôn ngữ và văn hóa Gaelic nên có quan hệ tốt với các lãnh chúa Gaelic tại Hebrides, Thượng Perthshire và Argyll. Trong triều đại của mình, Robert dành nhiều thời gian ở miền trung Gaelic và những lời phàn nàn từ Lowland Scotland dường như bị ảnh hưởng bởi quan điểm cho rằng nhà vua đã quá lo ngại về những mối quan tâm của Gaelic. Boardman cũng khẳng định những cái nhìn tiêu cực về Robert II một phần là do ghi chép của sử gia người Pháp Jean Froissart nói rằng '[nhà vua] có đôi mặt đỏ rực, tựa như màu của gỗ đàn hương, cho thấy rõ ràng ông ta không phải người dũng cảm, một người chỉ thích lẩn quẩn trong nhà hơn là ra ngoài trời'. Trái với quan điểm của Froissar, sử gia người Scotland — Andrew xứ Wyntoun và Walter Bower (cả hai đều sử dụng nguồn thông tin từ những ghi chép gần thời với Robert II) — và cuối thế kỉ XV và XVI các sử gia và nhà thơ Scotland nhìn nhận 'Robert II là anh hùng của dân tộc Scotland, người đã bảo toàn một vương quốc tròn vẹn, người thừa kế xứng đáng của Robert I'.
Grant (1992) thừa nhận trong triều đại của Robert II, cả về đối nội và đối ngoại đều "không thành công lắm". Về phản ứng của William, Bá tước Douglas khi ông ta tiến hành nổi dậy ngay trước lễ đăng quang của Robert, Grant không cho rằng Douglas bằng cách nào đó chống lại quyền kế vị hợp pháp của Robert, nhưng cũng khẳng định sự ủng hộ hoàng gia đã không còn được như dưới thời David II. Grant cũng tán thành rằng những cuộc biểu tình nhắm vào Robert và Thomas Erskine, những người nắm giữ Edinburgh, Stirling và Dumbarton từ người tiền nhiệm của Robert. Grant đặt dấu hỏi một cách nghiêm túc về những ghi chép của Froissart như nguồn tham khảo tin cậy về triều đại của Robert II. Liên minh do Carrick lãnh đạo, đã làm suy yếu vị thế nhà Vua, thao túng Quốc hội tháng 11 năm 1384 và loại trừ Robert II khỏi mọi thực quyền mà ông đang có. Grant không có bằng chứng gì để khẳng định sự già cả suy yếu của Robert, và đoán rằng sự thất thế của Carrick năm 1388, và sau đó là quyết định tham gia vào Hội nghị đình chiến 1389 với Anh - Pháp, cả hai đều có sự thúc đẩy của Robert II. Tuy nhiên quyền lực không được trao trả cho Robert II mà rơi vô tay em trai của Carrick, Robert, Bá tước xứ Fife một lần nữa cho thấy nhà vua lại chịu sự sắp đặt của các con trai ông..
Michael Lynch chỉ ra rằng triều đại của Robert II từ 1371 đến khi Carrick trở thành Giám quốc năm 1384 chứng kiến nền thái bình thịnh vượng – thời mà Abbot Bower miêu tả là một giai đoạn "yên tĩnh, thịnh vượng, và hòa bình". Lynch đoán rằng những mâu thuẫn trong thập niên 1450 giữa James II với nhà Douglas (mà một vài sử gia cho là từ chính sách dung túng các lãnh chúa dưới thời Robert II), trên thực tế là tiếp nối quá trình phát triển quyền lực của các lãnh chúa bắt đầu từ thời David II. Sự suy yếu của chính quyền trung ương nếu có, Lynch đoán rằng, không đến trước năm 1384 mà đến sau đó. Cuộc đảm chính năm 1384 cho thấy rằng Robert II thương yêu cậu con trai thứ ba, Alexander Stewart, Bá tước Buchan (còn gọi là chó sói vùng Badenoch).

## Hình tượng văn học
Robert II là nhân vật trong nhiều tuyển thuyết lịch sử, bao gồm:
- The Three Perils of Man; or, War, women, and witchcraft (1822) của James Hogg. Cốt truyện lấy bối cảnh thời Robert II với "đất nước hạnh phúc và hòa bình, nhưng lại chịu sức ép từ nước Anh bên kia biên giới". Tại Cung điện Linlithgow nơi Robert hứa hôn con gái mình Margaret Stewart "cho một hiệp sĩ có thể giành lại Roxburgh từ tay người Anh". Và Margaret đưa ra thêm đề nghị của mình, là "nếu anh ta thất bại, thì anh ta sẽ mất hết tất cả đất đai, lâu đài, thị trấn và thành tháp trao cho tôi." Không có ai dám đáp lại thách thức, Margaret tự mình tấn công lâu đài, đánh bại Huân tước Musgrave và tình nhân ông ta là Jane Howard.[80]
- The Lords of Misrule (1976) của Nigel Tranter. Bao gồm các sự kiện diễn ra trong giai đoạn 1388 đến 1390. Mô tả những năm cuối triều Robert II và sự nổi lên của Robert III của Scotland. Khi vị vua già trở nên "yếu đuối, mệt mỏi và mù quáng", thì các con trai, con gái và các quý tộc nổi lên tranh giành quyền lực. Đất nước Scotland lâm vào tình trạng vô chủ và bị tàn phá bởi những cuộc xung đột.Robert Stewart, Quận công Albany, và Alexander Stewart, Bá tước Buchan, là những nhân vật tiêu biểu.[81]
- Courting Favour (2000) của Nigel Tranter. Nói về sự nghiệp của John Dunbar, Bá tước Moray dưới triều vua David II của Scotland và Robert II. John là con rể và về sau trở thành đặc sứ của nhà vua.[82]

## Hôn nhân và con cái
Năm 1336, ông kết hôn lần đầu với Elizabeth Mure (mất 1355), con gái của Sir Adam Mure xứ Rowallan. Cuộc hôn nhân bị chỉ trích là không hợp quy chuẩn, nên ông kết hôn lần nữa và năm 1349 sau khi nhận phép miễn trừ từ giáo hoàng năm 1347.
Từ cuộc hôn nhân này, ông có 10 người con sống đến tuổi trưởng thành:
- John (mất 1406), về sau là Vua Scotland với vương hiệu Robert III, kết hôn với Anabella Drummond.
- Walter (mất 1363), kết hôn với Isabella MacDuff, Nữ Bá tước xứ Fife.
- Robert, Bá tước xứ Fife từ từ 1398 là Quận công Albany (mất 1420), kết hôn năm 1361 với Margaret Graham, Nữ Bá tước Menteith, tái hôn năm 1381 với Muriella Keith (mất 1449).
- Alexander Stewart, Bá tước Buchan (mất 1405), biệt danh "Chó sói xứ Badenoch", kết hôn năm 1382 với Euphemia xứ Ross.
- Margaret, kết hôn với John of Islay, Huân tước Isles.
- Marjorie, kết hôn với John Dunbar, Bá tước Moray, và Sir Alexander Keith.
- Elizabeth, kết hôn với Thomas de la Hay, Huân tước High Constable của Scotland.
- Isabella (mất 1410), kết hôn với James Douglas, Bá tước Douglas thứ 2 (mất 1388), tái hôn năm 1389 với David Edmonstone.
- Johanna (Jean), kết hôn với Sir John Keith (mất 1375), rồi John Lyon, Huân tước Glamis (mất 1383) và cuối cùng là Sir James Sandilands.
- Katherine, kết hôn với Sir Robert Logan xứ Grugar và Restalrig, Đô đốc Hải quân Scotland.

Năm 1355, Robert kết hôn lần thứ hai với Euphemia de Ross (mất 1387), con gái của Hugh, Bá tước xứ Ross. Họ có với nhau 4 người con:
- David Stewart, Bá tước Strathearn, sinh khoảng 1356 và mất năm 1389.
- Walter Stewart, Bá tước Atholl, sinh khoảng năm 1360, bị chém đầu ở Edinburgh năm 1437 vì tham gia vào vụ ám sát Vua King James I.
- Elizabeth, kết hôn năm 1380 với David Lindsay, Bá tước Crawford thứ 1.
- Egidia, kết hôn năm 1387 với William Douglas xứ Nithsdale.

Vua Robert II có rất nhiều con ngoại hôn với rất nhiều tình nhân, trong số đó có bốn con trai cùng sủng phi Mariota Cardeny, con gái của Sir Cardeny, và góa phụ của Alexander Mac Naugthon:
- Alexander Stewart, xứ Inverlunan
- Sir John Stewart, xứ Cardeny
- James Stewart, xứ Abernethy và Kinfauna
- Walter Stewart

Với Moira Leitch (theo truyền thống):
- Sir John Stewart, Quận trưởng Bute (1360 – d.1445/9), tổ tiên của Hầu tước xứ Bute[83][84]

Một số người con khác không rõ mẹ:
- John Stewart, Huân tước Burley (bị giết năm 1425)
- Sir John Stewart xứ Cairdney
- Alexander Stewart, giáo sĩ xứ Glasgow
- Sir Alexander Stewart xứ Inverlunan
- Thomas Stewart, Tổng Giám mục St Andrews, Trưởng Tu viện Dunkeld
- James Stewart xứ Kinfauns
- Walter Stewart
- Maria hay Mary Stewart, vợ của Sir John de Danielstoun và mẹ của Sir Robert de Danielstoun (tổ tiên của Cunningham xứ Kilmaurs, và Maxwell xứ Calderwood)[85]

## Nguônd tham khảo
- Barrell, Andrew D. M. (2000), Medieval Scotland, Cambridge University Press, ISBN 0-521-58602-X
- Boardman, Stephen (2007), The Early Stewart Kings: Robert II and Robert III, 1371–1406, The Stewart Dynasty in Scotland Series, Edinburgh: John Donald, an imprint of Birlinn Ltd, ISBN 1-904607-68-3
- Boardman, S. I. (tháng 5 năm 2006), Robert II, Oxford Dictionary of National Biography , Oxford University Press, truy cập ngày 19 tháng 10 năm 2008
- Broun, Dauvit; MacGregor, Martin, biên tập (2007), "The Gaelic World and the Early Stewart Court, Stephen Boardman", Mìorun Mòr nan Gall, 'The Great Ill-Will of the Lowlander'? Lowland Perceptions of the Highlands, Medieval and Modern (ấn bản thứ 1), Glasgow: the Centre for Scottish and Celtic Studies, University of Glasgow, OCLC 540108870
- Brown, Keith M.; Tanner, Roland (2008), The History of the Scottish Parliament: Parliament and Politics In Scotland 1235–1560, quyển 1, Edinburgh University Press, ISBN 0-7486-1485-0
- Brown, Michael (2004), The Wars of Scotland, 1214–1371, Edinburgh University Press, ISBN 0-7486-1238-6
- Burns, Charles, biên tập (1976), Calendar of Papal Letters to Scotland of Clement VII of Avignon, 1378–1394, Scottish History Society, ISBN 978-0-9500260-8-4
- Cowan, Edward J.; Finlay, Richard J., biên tập (2002), "The Demonisation of King John Fiona Watson", The Power of the Past, Scottish History, Edinburgh: Edinburgh University Press, ISBN 0-7486-1420-6
- Donaldson, Gordon (1967), Scottish Kings, London: Batsford, 153229
- Duncan, A. A. M. (2004), Murray, Sir Andrew, of Bothwell (1298–1338), Oxford Dictionary of National Biography , Oxford University Press, truy cập ngày 23 tháng 10 năm 2008
- Grant, Alexander (1984), Independence and Nationhood, The New History of Scotland, London: Edward Arnold (Publishers, Ltd), ISBN 0-7131-6309-7
- Goodman, Anthony; Tuck, Anthony, biên tập (1992), "The Otterburn War from the Scottish Point of View: Alexander Grant", War and Border Societies in the Middle Ages, Routledge, ISBN 0-415-08021-5
- Grant, Alexander; Stringer, Keith, biên tập (1998), "Scotland without a King, 1329–1341, Bruce Webster", Medieval Scotland: Crown,Lordship and Community, Edinburgh: Edinburgh University Press, ISBN 0-7486-1110-X
- Hogg, James (1822), The Three Perils of Man; or, War, women, and witchcraft, Google Books
- Jones, Michael; McKitterick, Rosamond; Abulafia, David; Reuter, Timothy; Luscombe, David Edward; Allmand, Cristopher Thomas (2000), "Fourteenth-century Scotland, Alexander Grant", The New Cambridge Medieval History: C. 1300-C1415, Cambridge University Press, ISBN 0-521-36290-3
- Lynch, Michael (1992), Scotland: A new History, London: Pimlico, ISBN 0-7126-9893-0
- Nicholson, Ranald (1974), Scotland: The Later Middle Ages, The Edinburgh History of Scotland, Vol. 2, Edinburgh: Oliver and Boyd, ISBN 0-05-002038-2
- Oram, Richard, biên tập (2001), "The House of Stewart, 1371–1625, Michael Penman", The Kings & Queens of Scotland, Stroud, Gloustershire: Tempus Publishing Ltd, ISBN 0-7524-1991-9
- Paul, James Balfour, biên tập (1904), The Scots Peerage, quyển I, Edinburgh: David Douglas
- Pearson, M. J., Robert II: 1316–1390, Reader's Guide to British History , Routledge, truy cập ngày 12 tháng 1 năm 2010
- Rogers, Clifford J. (1999), The Wars of Edward III: Sources and Interpretations, Boydell & Brewer, ISBN 0-85115-646-0
- Sadler, John (2006), Border Fury: England and Scotland at War 1296–1568, Longman, ISBN 1-4058-4022-6
- Tuck, Anthony; Goodman, Anthony, biên tập (1992), "Otterburn from the Scottish point of View,Alexander Grant", War and Border Societies in the Middle Ages (ấn bản thứ 1), Routledge, ISBN 0-415-08021-5
- Watson, Fiona (2007), "Independence, Wars of", The Oxford Companion to Scottish History , Edinburgh: Edinburgh University Press, truy cập ngày 18 tháng 5 năm 2012
- Webster, Bruce, David II, Oxford Dictionary of National Biography , Oxford University Press, truy cập ngày 22 tháng 10 năm 2008
- Webster, Bruce, Balliol, Edward (b. in or after 1281, d. 1364), Oxford Dictionary of National Biography , Oxford University Press, truy cập ngày 22 tháng 10 năm 2008
- Weir, Alison (1989), Britain's Royal Family: A Complete Genealogy, London: The Bodley Head, ISBN 0-370-31310-0

Bản mẫu:S-court
Bản mẫu:Hậu duệ vua Robert II của Scotland
Bản mẫu:Bá tước Atholl
Bản mẫu:Bá tước Strathearn